# Fritz Schweiger
Fritz Schweiger (* 1942 in Wien) ist ein österreichischer Mathematiker. Er war von 1987 bis 1989 Rektor der Universität Salzburg.

## Leben
Fritz Schweiger studierte nach der Matura an der Universität Wien Mathematik, wo er 1964 mit einer Dissertation über die Metrische Theorie der Jacobischen Kettenbrüche bei Edmund Hlawka und Nikolaus Hofreiter promovierte.
Nach dem Studium war er Assistent an der Universität Wien, 1968 habilitierte er sich. 1969 wurde er als ordentlicher Professor für Mathematik an die Universität Salzburg berufen, wo er als Nachfolger von Joachim Dalfen in den Studienjahren 1987/88 und 1988/89 Rektor war und bis zu seiner Emeritierung 2010 lehrte. Als Rektor folgte ihm 1989 Theodor Wolfram Köhler nach. In den Jahren 1977–1979, 1985–1987 und 1999–2003 fungierte Schweiger auch als Dekan der Naturwissenschaftlichen Fakultät der Universität. Zu seinen Studenten zählen Ewald Gratz, Bernhard Schratzberger und Ron Sommer. In seiner wissenschaftlichen Arbeit beschäftigt er sich unter anderem mit der Didaktik der Mathematik, Zahlentheorie sowie Mathematik in Kombination mit Sprachwissenschaften.
Ehrenamtlich war er unter anderem Vorsitzender des Katholischen Bildungswerkes Salzburg, Präsident des Vereins der Freunde des Mozarteumorchesters sowie Vorsitzender des Katholischen Akademikerverbandes.

## Auszeichnungen (Auswahl)
- 1967: Förderungspreis der Österreichischen Mathematischen Gesellschaft
- 1968: Kardinal-Innitzer-Preis
- 1993: korrespondierendes Mitglied der Österreichischen Akademie der Wissenschaften[5]
- 2003: Silbernes Ehrenzeichen des Landes Salzburg[6]
- 2015: Rupert- und Virgil-Orden (auch Verdienstorden der Heiligen Rupert und Virgil) der Erzdiözese Salzburg – Verdienstorden in Groß-Gold[1]

## Publikationen (Auswahl)
- 1964: Geometrische und elementare metrische Sätze über den Jacobischen Algorithmus, Springer-Verlag, Wien 1964
- 1973: The metrical theory of Jacobi-Perron algorithm, Springer-Verlag, Berlin/Heidelberg/New York 1973, ISBN 978-3-540-06388-9
- 1995: Ergodic Theory of Fibred Systems and Metric Number Theory, Clarendon Press 1995, ISBN 978-0-19-853488-4
- 1999: Mathematik und Sprache. Zum Verstehen und Verwenden von Fachsprache im Mathematikunterricht., gemeinsam mit Hermann Maier, Reihe Mathematik für Schule und Praxis. Herausgegeben von Hans-Christian Reichel, ÖBV & HPT, Wien 1999, ISBN 978-3-209-02797-9
- 1999: Die Fledermaus: die wahre Geschichte einer Operette, gemeinsam mit Oswald Panagl, Böhlau-Verlag, Wien/Köln/Weimar 1999, ISBN 978-3-205-99087-1
- 2000: Multidimensional Continued Fractions, Oxford University Press, Oxford/New York 2000, ISBN 978-0-19-850686-7
- 2008: Mathematik als Kulturgut, in Beiträge zum Mathematikunterricht 2008, 42. Jahrestagung der Gesellschaft für Didaktik der Mathematik vom 13.3. bis 18.3.2008 in Budapest, doi:10.17877/DE290R-11733
- 2009: Ordnen: eine fundamentale Idee, in Beiträge zum Mathematikunterricht 2009, 43. Jahrestagung der Gesellschaft für Didaktik der Mathematik vom 02.03. bis 06.03.2009 in Oldenburg, doi:10.17877/DE290R-11637
- 2010: Fundamentale Ideen, Schriften zur Didaktik der Mathematik und Informatik an der Universität Salzburg, Band 3, Shaker-Verlag, Aachen 2010, ISBN 978-3-8322-8973-7
- 2010: Die Algorithmen von Poincaré, Brun und Selmer, in Beiträge zum Mathematikunterricht 2010, 44. Jahrestagung der Gesellschaft für Didaktik der Mathematik vom 08. bis 12. März 2010 in München, doi:10.17877/DE290R-13566
- 2016: Mathematik im Expository Style, in Fachdidaktische Studien II: Ein genetisch orientierter Lehrgang zur Wahrscheinlichkeitsrechnung, Shaker-Verlag, Aachen 2016, ISBN 978-3-8440-4276-4 B